# Mroczna Wieża III: Ziemie jałowe
Ziemie jałowe (ang. The Waste Lands) – trzeci tom ośmioczęściowego cyklu powieści Stephena Kinga, opublikowany przez wydawnictwo Donald M. Grant w 1991 roku.
Inspiracją dla serii był poemat Roberta Browninga Sir Roland pod Mroczną Wieżą stanął. Książka jest kontynuacją drugiego tomu sagi.

## Wydanie polskie
Powieść tę wydawano w Polsce czterokrotnie. Pierwsze polskie wydanie ukazało się w 2002 roku nakładem wydawnictwa Albatros; liczyło 558 stron (ISBN 83-7359-024-2). To samo wydawnictwo wydało także dwa inne wydania, z 2008 i 2010 roku; oba liczyło 560 stron (ISBN 978-83-7359-599-6). Wydawnictwo przygotowane przez Świat Książki ukazało się w 2003 roku, licząc 558 stron (ISBN 83-7311-807-1). Autorem przekładu do wszystkich wyżej wymienionych wydań jest Zbigniew A. Królicki.